# Barichneumon lucipetens
Barichneumon lucipetens là một loài tò vò trong họ Ichneumonidae.